# Rodrigo Riquelme
Rodrigo Fabián Riquelme Cabrera (Colonia de la Virginidad, Paraguay, 1 de junio de 1984) es un exfutbolista paraguayo nacionalizado chileno. Jugaba de defensa y su último club profesional fue San Luis de Quillota de la Primera B de Chile, actualmente milita en el club amateur Juvenil Seminario de Talca, siendo recientemente campeón regional con el club talquino.
Ha desarrollado su carrera principalmente en clubes chilenos siendo uno de los jugadores más destacados en Curicó Unido al darles su primer ascenso en 2008.

## Trayectoria
Realizó las divisiones inferiores en el Club 6 de Enero, Deportivo Recoleta y Academia de Víctor antes de llegar al Sol de América donde debutaría como profesional. Después de su debut partiría a Chile probando primero suerte en Lota Schwager donde sería comparado con Elías Figueroa pese a no llegar a debutar oficialmente por el club ya que partiría a Rangers.
Con los talquinos permanecería jugando dos temporadas en la división de honor del fútbol chileno para después regresar a su país natal a jugar por el 12 de octubre durante un año antes de volver nuevamente a Rangers donde sería uno de los puntos altos del ascenso de su club a la Primera División.
Para 2008 ficharía por el club archirrival, Curicó Unido, donde alcanza el estatus de figura, ya que tiene una gran campaña, al punto de anotar el gol del triunfo ante Puerto Montt en el Estadio La Granja, el día que su equipo obtendría por primera vez en su historia un ascenso a la división de honor del fútbol chileno. Este histórico logró le dio fama, a tal nivel, que Colo-Colo lo presenta como su primer fichaje para el 2009. Pero en el equipo dirigido, en ese entonces, por Marcelo Barticciotto, solo disputa partidos amistosos con muy pocos minutos en partidos oficiales, y solo forma parte del club albo medio año, de tres de contrato inicialmente.
Luego de su fallido paso por el cacique pasaría a jugar por Palestino, en donde obtiene un gran nivel futbolístico personal y buenas campañas con el elenco tricolor, incluso siendo capitán del equipo. Su estadía en el club árabe terminó a fines del 2014 tras ver poca acción con Pablo Guede en la banca. El siguiente año es contratado por Deportes Antofagasta. en donde debutó anotando un gol de cabeza, en la derrota como local 2-3 frente a Universidad Católica, en la primera fecha del Clausura 2015, campeonato en el que finalizó con la marca de 4 goles convertidos.
Pensando en el Campeonato de Primera B de Chile 2016-17, Curicó Unido repatria al defensor, retornando así al club en donde es considerado héroe por sus hinchas. En su segundo paso por los curicanos nuevamente consigue el campeonato y el retorno a la Primera División después del descenso vivido por los torteros en 2009, siendo el único jugador de la historia en ser campeón dos veces de Primera B con el elenco albirrojo. Continuaría un semestre más en Curicó pero este sería malo por una lesión comunicando a través de sus redes sociales que no continuaría con ellos siendo oficializado como nuevo refuerzo de Santiago Wanderers unos días después. Con los caturros alternaría en algunos partidos mostrando un bajo nivel por lo que no sería tomado en cuenta para la segunda rueda de la Primera B 2018.

## Estadísticas

### Clubes
| Sol de América Paraguay                                                  |               |               |    |    |    |    |    |     |    |    |
| 1ª                                                                       | 2003          | --            | 0  | -- | -- | -- | -- | --  | 0  |    |
| Total club                                                               | Total club    | --            | 0  | -- | -- | -- | -- | --  | -- |    |
| Rangers · Chile                                                          |               |               |    |    |    |    |    |     |    |    |
| 1ª                                                                       | 2004-A        | --            | 1  | -- | -- | -- | -- | --  | 1  |    |
| 1ª                                                                       | 2004-C        | --            | 1  | -- | -- | -- | -- | --  | 1  |    |
| 1ª                                                                       | 2005-A        | --            | 0  | -- | -- | -- | -- | --  | 0  |    |
| 1ª                                                                       | 2005-C        | --            | 0  | -- | -- | -- | -- | --  | 0  |    |
| 2ª                                                                       | 2007          | --            | 3  | -- | -- | -- | -- | --  | 3  |    |
| Total club                                                               | Total club    | 78            | 5  | -- | -- | -- | -- | 78  | 5  |    |
| 12 de Octubre Paraguay                                                   |               |               |    |    |    |    |    |     |    |    |
| 1ª                                                                       | 2006          | --            | 0  | -- | -- | -- | -- | --  | 0  |    |
| Total club                                                               | Total club    | --            | -- | -- | -- | -- | -- | --  | -- |    |
| Curicó Unido · Chile                                                     |               |               |    |    |    |    |    |     |    |    |
| 2ª                                                                       | 2008-A        | --            | 4  | -- | -- | -- | -- | --  | -- |    |
| 2ª                                                                       | 2008-C        | --            | 3  | -- | -- | -- | -- | --  | -- |    |
| 2ª                                                                       | 2016/17       | 20            | 0  | 2  | 0  | -- | -- | 22  | 0  |    |
| 1ª                                                                       | 2017-T        | 5             | 1  | 2  | 0  | -- | -- | 7   | 1  |    |
| Total club                                                               | Total club    | --            | 8  | -- | -- | -- | -- | --  | -- |    |
| Colo-Colo · Chile                                                        |               |               |    |    |    |    |    |     |    |    |
| 1ª                                                                       | 2009-A        | 8             | 0  | -- | -- | 2  | 0  | 10  | 0  |    |
| Total club                                                               | Total club    | 8             | 0  | -- | -- | 2  | 0  | 10  | 0  |    |
| Palestino · Chile                                                        |               |               |    |    |    |    |    |     |    |    |
| 1ª                                                                       | 2009-C        | 17            | 1  | 1  | 0  | -- | -- | 18  | 1  |    |
| 1ª                                                                       | 2010          | 33            | 3  | 3  | 0  | -- | -- | 36  | 3  |    |
| 1ª                                                                       | 2011-A        | 16            | 0  | -- | -- | -- | -- | 16  | 0  |    |
| 1ª                                                                       | 2011-C        | 13            | 0  | 3  | 1  | -- | -- | 16  | 1  |    |
| 1ª                                                                       | 2012-A        | 12            | 0  | -- | -- | -- | -- | 12  | 0  |    |
| 1ª                                                                       | 2012-C        | 19            | 1  | 1  | 0  | -- | -- | 20  | 1  |    |
| 1ª                                                                       | 2013-T        | 12            | 0  | -- | -- | -- | -- | 12  | 0  |    |
| 1ª                                                                       | 2013-A        | --            | -- | -- | -- | -- | -- | --  | -- |    |
| 1ª                                                                       | 2014-C        | 18            | 2  | -- | -- | -- | -- | 18  | 2  |    |
| 1ª                                                                       | 2014-A        | 2             | 0  | 1  | 0  | -- | -- | 3   | 0  |    |
| Total club                                                               | Total club    | 142           | 7  | 9  | 1  | -- | -- | 151 | 8  |    |
| Deportes Antofagasta · Chile                                             |               |               |    |    |    |    |    |     |    |    |
| 1ª                                                                       | 2015-C        | 16            | 4  | 1  | 1  | -- | -- | 17  | 5  |    |
| 1ª                                                                       | 2015-A        | 6             | 1  | 4  | 0  | -- | -- | 10  | 1  |    |
| 1ª                                                                       | 2016-C        | 15            | 0  | -- | -- | -- | -- | 15  | 0  |    |
| Total club                                                               | Total club    | 37            | 5  | 5  | 1  | -- | -- | 42  | 6  |    |
| Santiago Wanderers · Chile                                               |               |               |    |    |    |    |    |     |    |    |
| 2ª                                                                       | 2018          | 6             | 0  | 1  | 0  | -- | -- | 7   | 0  |    |
| Total club                                                               | Total club    | 6             | 0  | 1  | 0  | -- | -- | 7   | 0  |    |
| Total carrera                                                            | Total carrera | Total carrera | -- | 25 | -- | 2  | 2  | 0   | -- | -- |
| (1) Incluye datos de Copa Chile. (2) Incluye datos de Copa Libertadores. |               |               |    |    |    |    |    |     |    |    |

### Resumen estadístico
|                              | Partidos | Goles |
| ---------------------------- | -------- | ----- |
| Primera División de Paraguay | --       | 0     |
| Primera División de Chile    | --       | 15    |
| Primera B de Chile           | --       | 10    |
| Copa Chile                   | --       | 2     |
| Copa Libertadores            | 2        | 0     |
| Total                        | --       | 27    |

## Palmarés

### Títulos nacionales
| Título    | Club         | País  | Año     |
| --------- | ------------ | ----- | ------- |
| Primera B | Curicó Unido | Chile | 2008    |
| Primera B | Curicó Unido | Chile | 2016/17 |